# Villa Santa Maria
Villa Santa Maria är en ort och en kommun i provinsen Chieti i regionen Abruzzo i mellersta Italien.  Kommunen hade 1 311 invånare (2018) och gränsar till kommunerna Atessa, Bomba, Borrello, Colledimezzo, Fallo, Montebello sul Sangro, Monteferrante, Montelapiano, Pennadomo, Pietraferrazzana, Roio del Sangro och Rosello.